# مانفرد چاک
مانفرد چاک (آلمانی: Manfred Zsak؛ زادهٔ ۲۲ دسامبر ۱۹۶۴) بازیکن سابق و مربی فوتبال اهل اتریش است.
از باشگاه‌هایی که در آن بازی کرده‌است می‌توان به باشگاه فوتبال لاسک، باشگاه فوتبال آستریا وین، باشگاه فوتبال آدمیرا واکر مودلینگ، و باشگاه فوتبال گراتس اشاره کرد.
وی همچنین در تیم ملی فوتبال اتریش بازی کرده‌است.